# Шевченкові читання
Шевченкові читання — регулярні читання віршів та виголошення промов що проводилися і проводяться для вшанування пам'яті Тараса Григоровича Шевченка. Читання зазвичай приурочуються до дня народження і дня перепоховання (22 травня) поета.

## Історія
В 1960–1970 роки, в день перепоховання поета — 22 травня патріотична молодь читала вірші та виголошувала промови в Києві біля пам'ятника Шевченка.

## Сучасність
Мистецьке об'єднання «Остання Барикада», Об'єднання «Своя правда», фонд «Моя Україна», Всеукраїнська асоціація фестивалів провели 22 травня 2012 біля пам'ятнику Тарасу Шевченка «Шевченкові читання».
Запрошені відомі письменники, музиканти, журналісти, політики та громадські діячі, зокрема:
1. Тарас Федюк — поет, лауреат Національної премії України ім. Т.Шевченка
2. Іван Малкович — письменник, директор видавництва «АБАБАГАЛАМАГА»

3. Марія Бурмака — співачка, телеведуча каналу ТВ.
4. Микола Княжицький, генеральний директор каналу ТВІ
5. Юрій Стець, народний депутат, генеральний продюсер 5-го каналу
6. Соломія Вітвицька, телеведуча каналу 1+1
7. Роман Чайка — музикант, журналіст 5-го каналу
8. Ірина Геращенко, народний депутат
9. Олег «Фагот» Михайлюта, музикант, гурт «Танок на Майдані Конго»
10. Сашко Лірник (Олександр Власюк) — казкар, музикант, мультиплікатор
11. Олександр Ірванець-поет, драматург
12. Олесь Доній, народний депутат, голова Мистецького Об'єднання «Остання Барикада»
13. Світлана Поваляєва — поетка, письменниця
14. Олександр Бригинець — поет, депутат Київради
15. Сергій Пантюк — поет, письменник, Секретар Спілки Письменників України
16. Василь Шкляр — письменник, автор бестселеру «Залишинець Чорний Ворон», громадський діяч
P.S. Того ж 22 травня, о тій же 19.00 і теж біля пам'ятника Шевченка -в м. Одесі одеські філії МО «Остання Барикада» та Об'єднання «Своя правда» теж проведуть «Шевченкові читання»